# Bathylaimus zostericola
Bathylaimus zostericola är en rundmaskart som först beskrevs av Allg4n 1933.  Bathylaimus zostericola ingår i släktet Bathylaimus och familjen Tripyloididae. Arten är reproducerande i Sverige. Inga underarter finns listade i Catalogue of Life.